# Samson en Gert
Samson en Gert (Fred & Samson) è una serie televisiva belga in lingua olandese in oltre 700 episodi creati da Hans Bourlon, Danny Verbiest e Gert Verhulst, trasmessi tra il 2 settembre 1990 e il 15 aprile 2017 su VRT. Nel 2008 è stato trasmesso un programma natalizio speciale e nel 2010 uno speciale 20º anniversario.
Nell'aprile del 2007, la serie Fred e Samson è apparsa nel Belgio francofono sul Club RTL. Fred è interpretato da Tristan Moreau mentre il pupazzo di Sansone è stato animato da Alain Perpète che è stato sostituito da Frédéric Clou nel 2008.

## Sinossi
Questa serie per bambini è presentata da un cane parlante di nome Samson.

## Distribuzione originale
- Danny Verbiest: Samson 1 (voce)
- Peter Thyssen: Samson 2 (voce)
- Dirk Bosschaert: Samson 3 (voce)
- Gert Verhulst: Gert
- Koen Crucke: Albert Vermeersch
- Walter De Donder: Signor Sindaco / Modest
- Evi Hanssen: Sofie
- Barbara de Jonge: Frieda Kroket
- Stef Bos: Meneer Chocomoes
- Hans Royaards: Il rappresentante del ministro
- Ann Petersen: Signora Jeanine
- Walter Van de Velde: Octaaf de Bolle
- Liesbet Verstraeten: Miranda
- Walter Baele: Eugéne van Leemhuyzen
- Luc Meirte: Il ministro

## Personaggi
il cane Samson, un bearded collie, è con Gert il personaggio principale della serie;
- Gert è il padroncino di Samson;
- Octaaf De Bolle, il droghiere del villaggio;
- Jeannine De Bolle, la madre del droghiere;
- Miranda De Bolle, la figlia del droghiere;
- Albert Vermeers, il parrucchiere del villaggio. Le sue "doti" di cantante, il suo accento italiano e il fatto che corregge spesso Gert quando chiama Alber invece di Alberto (Vermicelli) hanno naturalmente portato Samson a chiamarlo Meneer Spaghetti (Signor Spaghetti);
- Meneer de Burgemeester (Monsieur Le Maire, o Bourgmestre), il cui vero nome è Modest, è il sindaco del villaggio in cui si svolge l'azione di Samson en Gert;
- Sofie;
- Eugène Van Leemhuysen, il segretario del sindaco e migliore amico di Octaaf, quale ha un debole per Frieda Kroket, almeno per le sue specialità culinarie;
- Frieda Kroket, la proprietaria del fritkraam del villaggio, è una ragazza dolce, con occhiali e capelli unti, ma si dimostra terribile quando è infastidita o se il suo establishment è minacciato;
- Joop Mengelmoes soprannominato Meneer Chocomoes da Samson (Monsieur Chocolate Mousse);
- Di afgevaardigde van de minister (le délégué du ministre), con il quale De Buurgemeester (il sindaco) cerca sempre, a volte meglio che può, di fare una buona impressione;
- Marleneke, una ragazza di cui Gert è follemente innamorato, ma che tende a portarlo in barca. Non appare mai sullo schermo, ma spesso chiama per telefono a Gert.
- Bobinneke, una femmina di cagnolina di cui Samson è pazzamente innamorato.